# GPS rollover 2019

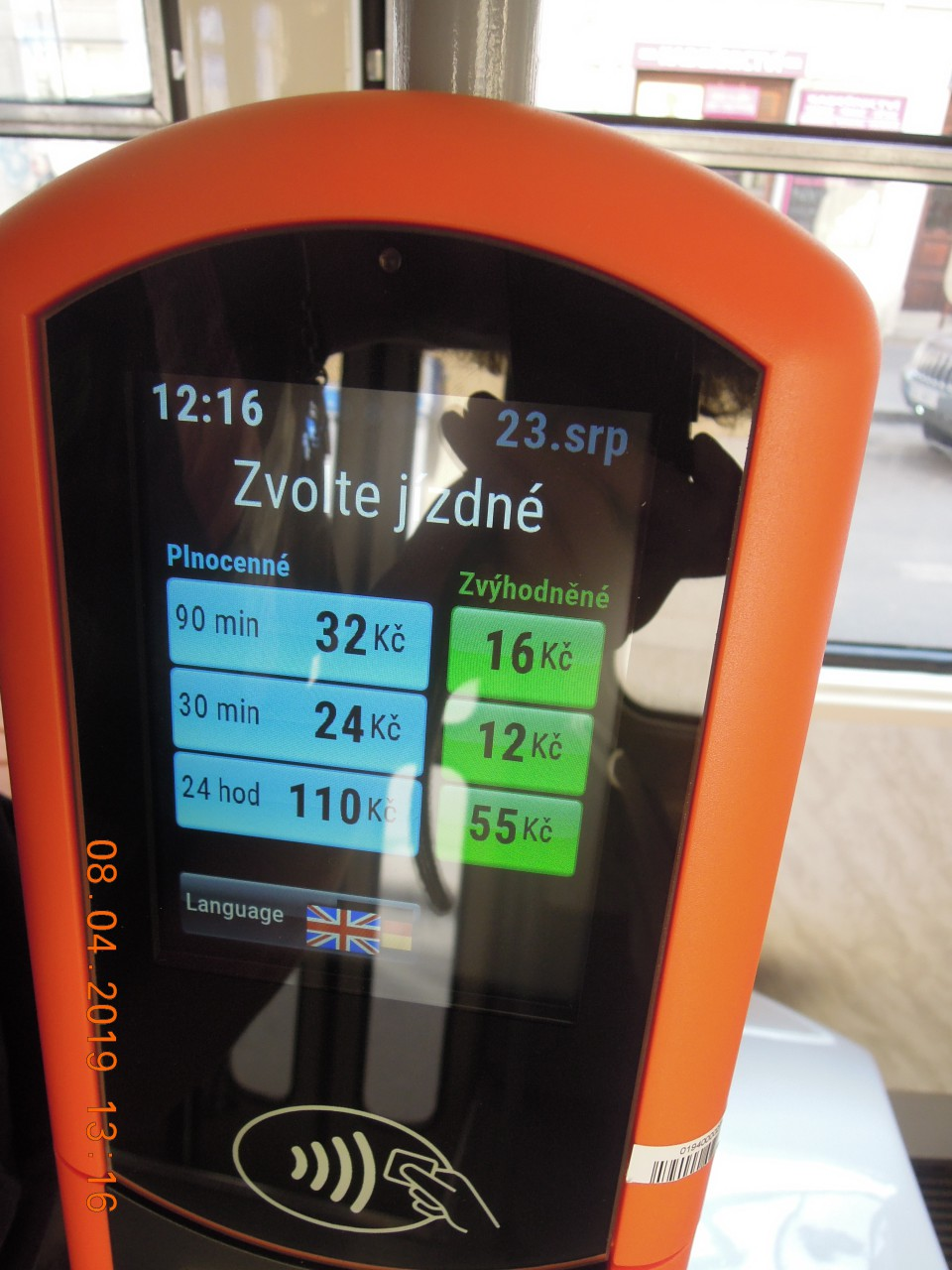
Jízdenkový terminál v pražské tramvaji zobrazující 1024 týdnů staré datum

K GPS rolloveru 2019 došlo v noci z 6. na 7. dubna 2019. Ministerstvo vnitřní bezpečnosti Spojených států amerických, centrum pro kybernetickou bezpečnost a mezinárodní organizace pro civilní letectví vydaly varování k tomuto problému.
O půlnoci (UTC) došlo ke změně hodnoty GPS Week (GPS týden; počítáno od tzv. GPS epochy, půlnoci ze soboty 5. na neděli 6. ledna 1980) z 2047 na 2048, a při tom došlo k přetečení čítače týdnů systému Globální polohovací systém (GPS), protože je tato hodnota uložena pouze v deseti bitech, rozsah je tedy 0–1023, vnitřní reprezentace se tedy změnila opět na nulu. Tento jev se děje každých 1024 týdnů (každých 19,7 let). Předchozí rollover se uskutečnil v roce 1999, kdy nastal GPS Week 1024. GPS se nepoužívá jen k určování polohy, ale také pro přesný čas. Čas se používá pro přesnou synchronizaci platebních operací, vysílačů televizního vysílání a signálu mobilních operátorů. Některá starší zařízení, která používají GPS, mohla přestat fungovat nebo se přesunout zpět v čase o přibližně 20 nebo 40 let.

## Komplikace
Podle dostupných informací GPS rollover způsobil problémy se starými palubními počítači APEX a Mypol v pražských tramvajích. 
V pondělí 8. dubna 2019 tak tiskly označovače jízdenek 1024 týdnů staré datum, tedy 23. srpna 1999. 